# Самалит (перевал)
Перевал Самалит (азерб. Samolit aşırımı) — горный перевал на Главном Кавказском хребте. Высота перевала — 3260 м (по другим данным 3240,4 м). Расположен к юго-западу от горы Большой Самалит, на границе Азербайджанской Республики (Загатальский район) и Российской Федерации (Республика Дагестан).
В складках северного склона перевала расположено озеро Самалит — самое высокогорное из группы Самалитских озёр.